# Feste Königsmachern
Die Feste Königsmachern (französisch Fort de Koenigsmacker) ist eine nach 1908 erbaute Befestigungsanlage in der Nähe des im damals zum Deutschen Reich gehörenden Thionville (Diedenhofen) in Lothringen, Département Moselle, im Nordosten Frankreichs.

## Aufgabe
Die Feste Königsmachern war Bestandteil der für die Durchführung des Schlieffen-Plans sehr bedeutenden Moselstellung und übernahm dabei die Aufgabe, den Moselverlauf nordöstlich Thionville, die Höhen oberhalb von Cattenom sowie die Eisenbahnverbindungen nach Luxemburg und Trier zu sichern.

## Planung und Errichtung
Mit „Allerhöchster Kabinetts Ordre“ vom 23. Januar 1900 sollte nach der Vollendung der Feste Obergentringen zunächst nur eine Panzerbatterie bei Koenigsmacker erbaut werden. Am 28. Juni 1908 erfolgte der Baubeginn auf einer Höhe (212 m ü. NHN, etwa 1 km südlich der Mosel) südwestlich des Ortes Koenigsmacker in einer Entfernung von etwa 7 km zur Stadtmitte von Thionville. Zwischen dem 17. und 18. März 1910 fand die Abnahme der Anlage statt, bis 1914 wurde sie zur Feste ausgebaut. An der Errichtung war die Baugesellschaft Theodor Wilhelm Düren beteiligt.

## Aufbau der Anlage
Als Feste stellt Königsmachern einen ganz speziellen in Deutschland entwickelten Festungstyp dar.
Die zuerst errichtete Panzerbatterie besaß vier Geschütztürme. Die eingebaute 10-cm-Kanone mit 3,2 m langem Rohr (10 cm P.T.) hatte eine Reichweite zwischen 8.500 und 10.800 m bei einer Feuergeschwindigkeit von etwa neun Schuss pro Minute.
Neben der Batterie war 1910 bereits die in der Mitte der etwa 40 ha großen Gesamtanlage liegende betonierte Kraftstation zur Versorgung aller Festungsteile mit elektrischer Energie fertiggestellt worden. In den vier um das Kraftwerk verteilten Infanteriestellungen wurden drei betonierte mehrstöckige Kasernen zur Unterbringung der Truppen mit entsprechenden Versorgungseinrichtungen wie Zisternen oder Sanitätsräumen errichtet. Jeweils dem Gelände angepasst waren weiterhin mehrere Bereitschaftsräume, gepanzerte Wachtürme sowie betonierte Laufgräben vorhanden. Alle wichtigen Anlagenteile waren miteinander über ein etwa 1,8 km langes unterirdisches Gangsystem verbunden. Die Gesamtanlage umgab ein an einigen Stellen bis zu 80 m breites Drahthindernis sowie als zusätzlicher Schutz im Süden und Osten eine etwa 700 m lange und 4 m hohe Steilmauer, in deren Außenseite sich zwei Grabenstreichen befanden.
Nach dem verlorenen Ersten Weltkrieg ging die Anlage völlig unbeschadet in den Besitz der Franzosen über. Nur etwa 2 km östlich der Feste entstand in den 1930er-Jahren die Hauptkampflinie der Maginot-Linie. Mit ihren vier Geschütztürmen, die durch Verwendung der französischen Munition nun eine erhöhte Reichweite aufwies, konnten daher die Maginot-Werke von Mont des Welsches bis Soetrich zusätzlich aus dieser rückwärtigen Stellung geschützt werden.

## Besatzung und Kriegseinsatz
Die Feste war ursprünglich für etwa 1200 Mann Besatzung vorgesehen. Die Kriegsbesatzung für den Ersten Weltkrieg stellte zunächst das II. Bataillon des 16. Lothringischen Fußartillerie-Regiments. Als diese Einheit 1915 an die Front abkommandiert wurde, blieb nur eine kleine Wachmannschaft vor Ort. An Kampfeinsätzen war die Feste im Ersten Weltkrieg nicht beteiligt.
Während des Westfeldzugs war die Panzerbatterie von Teilen des 151. RAP (Régiment d´artillerie à pied) besetzt. Ein direkter Angriff auf die Feste fand jedoch erst durch US-amerikanische Truppen im Herbst 1944 statt. Die mit einem Bataillonsstab und Bataillonsreserven des Infanterie-Regiments 74 der 19. Volksgrenadier-Division besetzte Feste Königsmachern behinderte am 9. November mit ihren vier Geschützen das Übersetzen der amerikanischen Einheiten über die Mosel bei Cattenom dermaßen, dass das US-Infanterie-Regiments 358 mit der Stürmung der Feste beauftragt wurde. Bis zum Abend hatten sich zwei Kompanien des I. Bataillons im Westteil der Anlage zwar festgesetzt, aber die Panzerbatterie selbst noch nicht bekämpfen können. Aufgrund der Erfahrungen bei den Gefechten gegen die Feste Kronprinz unterließen die Amerikaner das Eindringen in das unterirdische Gangsystem. Vielmehr wurde die Gesamtanlage umgangen und mit mittlerweile vier Infanterie-Kompanien völlig eingeschlossen. Schließlich gelang es auch, das Festungsgelände von einer benachbarten Höhe direkt unter Feuer zu nehmen, sodass sich die Besatzung am 11. November 1944 ergab. Die Verluste betrugen auf deutscher Seite über 300 Mann.

## Die Festung heute
Die französische Armee nutzte die Feste nach dem Krieg zeitweise als Übungsgelände. Das gesamte Gelände war 2009 noch immer Sperrgebiet und darf nicht betreten werden.